# مقابلة وهمية
المقابلة الوهمية هي محاكاة تقليدية  لمقابلة العمل الحقيقية لكنها تستخدم لأغراض التدريب. و المحادثة التدريبية تشبه مقابلة حقيقية إلى حد كبير، لغرض توفير خبرة للمرشح في إجراء المقابلات. تساعد هذه المقابلة  طالب العمل على فهم ما هو متوقع في مقابلة العمل، ويمكن أن تساعد مقدم الطلب أيضا على تحسين تقديم نفسه. و يمكن أن تكون المقابلات الوهمية  مسجلة على شريط فيديو؛ حتى يتمكن المرشح بعرضها بعد ذلك ومراجعتها. وهناك مدربون يمكن أن يقدموا نصائح تغذية راجعة حول جوانب عملية المقابلة. المقابلات الوهمية هي الأكثر شيوعا في مقابلات العمل، ولكن يمكن أيضا أن تستخدم لتدريب الشخصيات العامة للتعامل مع أسئلة الصحفيين، وكذلك مساعدة المرشحين للمناصب للتحضير للمناظرات. بعض المنظمات تنظم فعاليات المقابلات الوهمية لمساعدة العديد من الطلاب على الاستعداد لإجراء مقابلات العمل. على سبيل المثال، بعض الكليات تنظم أيام تدريب على المقابلات الوهمية التي غالبا ما ينظمها مستشارين وموجهين مهنيين. في حين أن الغرض الرئيسي لهذه المقابلات هو التمرن كنوع من التحضير قبل التقدم بطلب الحصول على وظيفة،  هناك مفهوم آخر لهذا المصطلح الذي يستشف منه أنه يدل مقابلة مازحة وغير جادة.  